# La rossa dels cabells de foc
La rossa dels cabells de foc (títol original en anglès: Incendiary Blonde) és una pel·lícula musical estatunidenca de George Marshall estrenada el 1945. Basada en la vida de Texas Guinan, cantant i cabaretista en els anys 1920. Ha estat doblada al català.

## Argument
Mary Louise Guinan és una noia rossa que troba feina en un espectacle del Salvatge Oest després de demostrar que pot muntar un cavall salvatge. Allà es converteix en l'artista Texas Guinan, i el nou propietari del rodeo, Romero "Bill" Kilgallen, li dobla el sou després que aquesta aconsegueix salvar la vida d'un nen durant un espectacle, salvant-lo d'un carro descarrilat. Un dia arriba Tim Callahan, qui busca una feina d'agent de premsa de l'espectacle, a canvi de no dir que ha esbrinat que l'"heroïcitat" de Texas estava planejada, i que el nen en perill en realitat era un nan. Texas envia diners a casa a la seva família, que passa per problemes econòmics. Tim s'enamora d'ella, però ella prefereix Bill, sense saber que aquest està casat. Finalment Tim aconsegueix casar-se amb Texas i promou la seva nova carrera en els escenaris de Nova York. Bill intenta fer pel·lícules a Hollywood, però les coses li van malament. Joe Cadden, un gàngster conegut seu, pren control del cabaret de Nick el Grec a Nova York i converteix Texas en la seva artista principal. La seva fama augmenta i es converteix en la reina dels cabarets, però creix l'enemistat entre Cadden i els germans Vettori, dos mafiosos, que porta a un vessament de sang i amenaces contra Texas i Tim. Bill salva la vida d'ella, però Tim és arrestat i condemnat a presó. La seva pròpia dona mor, deixant-lo lliure per casar-se una altra vegada, però Texas ha descobert que té una malaltia inoperable, i que morirà abans que Tim pugui aconseguir sortir de presó.

## Repartiment
- Betty Hutton: Texas Guinan
- Arturo de Córdova
- Charles Ruggles
- Albert Dekker
- Barry Fitzgerald
- Mary Philips
- Bill Goodwin
- Eduardo Ciannelli
- Maurice Rocco
- Billy Bletcher

## Premis i nominacions

### Nominacions
- 1946: Oscar a la millor banda sonora per Robert Emmett Dolan